# Antonin Magne
Antonin Magne (ur. 15 lutego 1904 w Ytrac, zm. 8 września 1983 w Arcachon) – francuski kolarz szosowy i torowy, dwukrotny medalista szosowych mistrzostw świata.

## Kariera
Pierwszy medal w karierze Antonin Magne zdobył w 1933 roku, kiedy zajął drugie miejsce w wyścigu ze startu wspólnego podczas szosowych mistrzostw świata w Montlhéry. W zawodach tych wyprzedził go jedynie jego rodak Georges Speicher, a trzecie miejsce zajął Holender Marinus Valentijn. Na rozgrywanych trzy lata później mistrzostwach świata w Bernie w tej samej konkurencji był najlepszy. Wyprzedził tam Włoch Aldo Biniego oraz Theofiela Middelkampa z Holandii. Ponadto był między innymi pierwszy w wyścigu Paryż-Limoges i Grand Prix Wolber w 1927 roku, drugi w Circuit de Champagne w 1928 roku, pierwszy w Paryż-Limoges i Circuit des villes d’eaux d’Auvergne w 1929 roku, drugi w Paryż-Caen i Vuelta al País Vasco oraz trzeci w Paris-Roubaix w 1930 roku, drugi w Paryż-Tours w 1933 roku, a w latach 1934-1936 zwyciężał w Grand Prix des Nations. Dwukrotnie startował w Giro d’Italia, zajmując między innymi 29. miejsce w 1931 roku. Nigdy nie wystąpił na igrzyskach olimpijskich.
Nazywano go „Wulkanem z Owernii”, z powodu częstych prób ucieczki i oderwania się od peletonu. W 1931 taka próba się udała i na etapie z Pau do Luchon, przy zjeździe z Col du Tourmalet uciekł przeciwnikom i uzyskał 9 minut przewagi. Włożył żółtą koszulkę i nie oddał jej już do końca wyścigu. Pomagali mu w tym dwaj inni francuscy kolarze: Charles Pélissier i André Leducq. W zwycięstwie edycji 1934 pomagał mu z kolei młody René Vietto, który wielokrotnie musiał rezygnować ze swoich ambicji i oddawać swój sprzęt liderowi drużyny. Sam Vietto wygrał kilka etapów, a na koniec zwyciężył w klasyfikacji górskiej. W 1934 roku Magne został pierwszym w historii zwycięzcą czasówki rozgrywanej podczas Tour de France. Ponadto Magne zajął drugie miejsce w klasyfikacji generalnej w 1936 roku, a sześć lat wcześniej był trzeci.
Jako zawodowiec startował w latach 1926-1941.

## Magne na Tourze
- 1927 – 6. miejsce
- 1928 – 6. miejsce
- 1929 – 7. miejsce
- 1930 – 3. miejsce
- 1931 – 1. miejsce
- 1933 – 8. miejsce
- 1934 – 1. miejsce
- 1935 – nie ukończył
- 1936 – 2. miejsce
- 1938 – 8. miejsce

Magne wygrał łącznie 10 etapów Tour de France.